# James Robert Gillette
Pour les articles homonymes, voir Gillette.
James Robert Gillette est un organiste et compositeur américain, né le 30 mai 1886 à Roseboom (État de New York) et mort le 26 novembre 1963 à Lake Forest (Illinois).

## Biographie
James Robert Gillette naît le 30 mai 1886 à Roseboom,.
Il étudie la musique à l'Université de Syracuse, où il obtient un Bachelor of Music (en) en 1913, puis enseigne au Wesleyan College (en) de Macon (Géorgie) entre 1913 et 1919, est organiste à Evansville (Indiana), avant de devenir professeur au Carleton College de Northfield (Minnesota) à compter de 1923,.
Au Carleton College, il dirige également l'orchestre d'harmonie de l'institution. Avec Pagan Symphony, en 1932, il est considéré comme le premier compositeur américain à écrire une symphonie pour orchestre d'harmonie,.
En 1939, James R. Gillette devient organiste de la First Presbyterian Church de Lake Forest (Illinois), ville où il meurt le 26 novembre 1963,.

## Œuvres
Comme compositeur, James Robert Gillette est notamment l'auteur de :
- Pagan Symphony, pour musique d'harmonie ;
- Cabins, rhapsodie américaine pour orchestre ;
- 3 cantates :
  - On Calvary's Cross ;
  - The Shepherd and His Lamb ;
  - The Resurrection Accordind to Nicodemus.
- 42 anthems à usage religieux ;
- 7 ouvertures pour ensemble symphonique ;
- 40 pièces pour orgue, dont Chanson de matin, Toccatina, Pastorale, etc.

Il a également publié The Organist's Handbook (1928) et The Modern Band in Theory and Parctice (1936).